# Lepus fagani
Lepus fagani este o specie de mamifere din familia iepurilor, Leporidae. A fost descrisă pentru prima oară în anul 1903 de către zoologul britanic Oldfield Thomas. Blana de pe partea dorsală este bubalină-maronie și are și nuanțe grizonate discrete de culoare neagră. Blana de pe partea ventrală este pufoasă și albă. Endemică în Etiopia, specia este găsită în Biozona Afromontane a Etiopiei și la granițele Biozonei Savanei Sudaneze⁠(en)[traduceți]. Uniunea Internațională pentru Conservarea Naturii o clasifică drept specie neamenințată cu dispariția.

## Taxonomie
Lepus fagani este o specie care face parte din familia Leporidae și care nu are subspecii recunoscute. Aparține subgenului Sabanalagus. A fost descrisă pentru prima dată în anul 1903 de către zoologul britanic Oldfield Thomas în Proceedings of the Zoological Society of London⁠(en)[traduceți]. A numit-o Lepus fagani după Charles E. Fagan, care era secretarul adjunct al Muzeului Britanic de Istorie Naturală. Descriind în 1986 taxonomia iepurelui, Derek Yalden și colegii săi au scris că „istoria sa terminologică a fost foarte confuză”.
În 1959, respectiv 1964, Francis Petter⁠(fr)[traduceți] și A. A. Gureev au clasificat specia Lepus fagani ca subspecie a speciei L. crawshayi, care este acum considerată un sinonim al speciei Lepus microtis. În 1972, Gordon Barclay Corbet⁠(de)[traduceți] și Derek Yalden⁠(en)[traduceți] au sugerat că ar putea fi un sinonim al speciei L. whytei, care este acum clasificată ca subspecie a speciei L. microtis. Apoi, în 1963, Petter a clasificat-o ca subspecie a speciei Lepus habessinicus. În 1987, Maria Luisa Azzaroli Puccetti a restabilit statutul său de specie independentă, deoarece aceasta are o caracteristică constantă pe tot cuprinsul arealului său. A fost considerată specie independentă în diverse lucrări care au fost publicate de atunci încolo. În nordul provinciei Rift Valley, în Munții Etiopieni, populația de Lepus fagani este probabil separată geografic în șesurile înconjurătoare de cea de iepuri ai Capului (Lepus capensis). Flux și Angermann au sugerat că această separare a dus la evoluarea speciei Lepus fagani ca specie diferită. În 1990, Flux și Angermann au scris că „probabil” este o subspecie a L. victoriae sau a Lepus saxatilis. Este adesea considerată parte a complexului format din L. victoriae și L. saxatilis. The Kingdon Field Guide to African Mammals o tratează de asemenea ca pe o subspecie a iepurelui Capului. Un studiu genetic sugerează că Lepus fagani se trage din specia L. habessinicus.
Numărul său de cromozomi este probabil același ca cel al altor specii din genul său. Holotipul⁠(en)[traduceți] a fost colectat de Edward Degen, iar localitatea tip a sa este Peninsula Zege⁠(en)[traduceți], Lacul Tana, Etiopia, la o altitudine de 1.200 m.

## Descriere
Lepus fagani este un iepure de mărime medie, de culoare închisă, care măsoară 45 până la 54 cm în lungime. Are o coadă pufoasă, de dimensiune medie, de 5 până la 8,2 cm în lungime, albă-bubalină pe partea de jos și neagră pe partea de sus, cu nuanțe de bubalin pe laterale. Craniul măsoară 8,33 până la 9 cm în lungime. Aripile supraorbitale sunt mici și slabe. Are o blană deasă, lungă și aspră. Firele de păr de pe partea dorsală au lungimea de 2 până la 2,5 cm. Sunt maronii-bubaline și au și nuanțe grizonate discrete de culoare neagră. Blana este cenușie-palidă la bază și are benzi terminale de culoare bubalină, benzi subterminale albicioase și în general vârfuri negre. Părul lânos este gri-albicios. Blana capului este mai închisă la culoare decât blana dorsală, iar creștetul este mai negru. Bărbia, pântecele și partea din față a gâtului sunt albe. Are gri dedesubtul bărbiei. Blana ventrală este pufoasă și de culoare albă. Părțile superioare sunt de un brun-bubalin cu tentă de culoarea ocrului. Pieptul și ceafa (spatele gâtului) sunt lignicolore. Culoarea aprinsă scorțișorie-roșcată a zonei nucale se extind până la lateralele gâtului. Urechile au mărime medie, sunt de culoare bubalină și măsoară 8,1 până la 9,5 cm în lungime. Marginile exterioare și inferioare ale urechilor au contur bubalin sau alb, marginile exterioare superioare au contur bubalin, iar suprafețele interioare ale vârfurilor urechilor au buze negre, înguste. Incisivii principali au șanțuri adânci umplute complet cu cement. Părțile dorsale ale incisivilor de sus sunt înclinate în laterală, formând o suprafață anterioară unghiulară. Labele picioarelor din față sunt scorțișorii-brune și au peri bruni-negricioși pe tălpi. Labele picioarelor din spate sunt dedesubt albe, deasupra maronii-bubaline și măsoară 9 până la 11 cm în lungime. Tălpile labelor din spate au blană roșcată-brună sau brună-negricioasă.
Specia L. habessinicus este asemănătoare cu Lepus fagani, dar are blana dorsală fină, iar urechile și coada mai lungi. L. starcki este, de asemenea, o specie similară, dar are urechile și coada mai lungi, iar șanțurile incisivilor principali de sus nu îi sunt umplute cu cement. Iepurele Capului este o altă specie similară cu L. fagani, dar are urechile mai lungi, blană cu nuanțe grizonate de cenușiu și o pată roz-maronie în zona nucală.

## Răspândire și habitat
Specia L. fagani este endemică în Africa și se găsește în Biozona Afromontane a Etiopiei și la granițele Biozonei Savanei Sudaneze⁠(en)[traduceți]; se găsește și în vestul provinciei Rift Valley, în Munții Etiopieni⁠(en)[traduceți], și din belșug în jurul lacului Tana din Etiopia. De asemenea, este posibil să fi fost înregistrată în sud-estul Sudanului și în extrema de nord-vest a țării Kenya.
A acaparat habitatul care era ocupat de L. habessinicus. Trăiește pe pajiști, în stepe, în zone ierboase de pădure și în periferii de pădure. Preferă un habitat relativ mai puțin deschis decât cel preferat de L. habessinicus, preferință similară cu cea a speciei L. victoriae în Kenya. Este găsită la altitudini de 500 până la 2.500 m deasupra nivelului mării. Răspândirea sa este alopatrică⁠(en)[traduceți] sau palapatrică⁠(en)[traduceți] cu cea a speciei L. victoriae.

## Comportament și ecologie

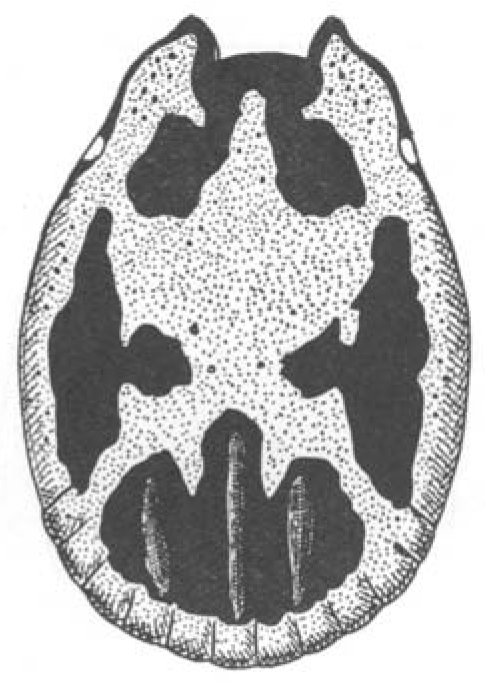
Reprezentare a unui mascul din specia en, o căpușă despre care se știe că infestează iepuri din specia L. fagani.

Nu au fost însemnate date despre comportamentul, ecologia și reproducerea specii L. fagani. Hiena vărgată⁠(en)[traduceți] (Crocuta crocuta) este un prădător al acestei specii. Căpușa Rhipicephalus pulchellus⁠(en)[traduceți] a fost surprinsă parazitând specia L. fagani.

## Stare de conservare
Începând din 1996, starea speciei Lepus fagani era listată drept „defectuoasă de date⁠(en)[traduceți]” pe Lista roșie a IUCN privind speciile amenințate. Acest lucru este provocat de faptul că, deși este o specie răspândită, se cunosc puține despre starea și ecologia sa. Tendința actuală de creștere/scădere a populației sale este necunoscută. Nu există amenințări cunoscute pentru această specie. Se găsește în Parcul Național Abijatta-Shalla⁠(en)[traduceți] și în Parcul Național Gambella⁠(en)[traduceți]. Uniunea Internațională pentru Conservarea Naturii o clasifică în prezent din 2019 încoace drept specie neamenințată cu dispariția.